# 빌 월튼
빌 월튼(Bill Walton, 본명: 윌리엄 시어도어 월튼 3세, 본명 영어: William Theodore Walton III, 1952년 11월 5일 ~ 2024년 5월 27일)는 미국의 프로 농구 선수이자 TV 스포츠 캐스터였다. 캘리포니아 대학교 로스앤젤레스 캠퍼스(UCLA)와 미국 농구 협회(NBA) 포틀랜드 트레일블레이저스, 샌디에고/로스앤젤레스 클리퍼스, 보스턴 셀틱스에서 대학 농구를 했다. 그는 네이스미스 기념 농구 명예의 전당과 국립 대학 농구 명예의 전당의 회원이다.
월튼은 1970년대 초 존 우든 코치와 UCLA 브루인스(UCLA Bruins)의 출발 센터로 두각을 나타냈다. 6피트 11인치(2.11m)의 월튼은 3회 연속 올해의 대학 선수상(1972~1974)을 수상했으며, 1972년과 1973년에 UCLA를 NCAA 챔피언십으로 이끌었고 88연승을 거두었다. 1974년 NBA 드래프트에서 전체 1순위로 선정된 후 월튼은 포틀랜드 트레일 블레이저스를 1977년 팀의 첫 번째 NBA 챔피언십으로 이끌었고 NBA 결승전 최우수 선수상을 받았다. 다음 시즌에 월튼은 1978년 NBA MVP(Most Valuable Player)로 선정되었다.
그러나 월튼의 프로 경력은 발 부상으로 인해 상당한 방해를 받았고 수많은 수술이 필요했다(월튼은 일생 동안 37번의 정형외과 수술을 받았습니다). 월튼은 NBA 경력 14년 동안 정규 시즌 1,148경기 중 468경기에 출전했다. MVP 시즌이 끝난 후 월튼은 1978-79 시즌에 자리를 비운 후 클리퍼스와 계약을 맺었고 부상으로 고통받는 4 시즌을 뛰었다. 그의 경력은 경력이 끝날 무렵 셀틱스에서 두 시즌 동안 재활되었다. 로버트 패리시의 백업 센터로 활동하는 월튼은 1985-86 시즌에 NBA 올해의 식스맨상을 수상하여 두 번째 NBA 챔피언십에서 우승했다. 그는 NBA 50주년 및 75주년 기념 팀에 지명되었다. 월튼은 1993년 네이스미스 기념 농구 명예의 전당에, 2006년에는 미국 대학 농구 명예의 전당에 헌액되었다.
NBA에서 은퇴한 후 월튼은 말더듬을 극복하고 스포츠 캐스터로서 두 번째 경력을 시작하여 여러 네트워크 및 팀에서 스튜디오 분석가 및 컬러 해설자로 일했다. 그는 1991년에 에미상을 받았다. 월튼은 자칭 "데드헤드"(Deadhead)로서 그레이트풀 데드(Grateful Dead)의 팬이었으며 방송에서 자주 언급했다. 그는 그레이트풀 데드의 음악을 다루는 여러 팟캐스트와 위성 라디오 프로그램을 진행했다.

## 가족 관계
- 부: 윌리엄 시어도어 월튼 2세 (1921년~2004년)
- 모: 글로리아 앤 월튼 (?~?)
  - 형: 브루스 월튼 (1951년~2019년)

- 전 부인: 수잔 구스 (1979년 결혼~1989년 이혼)
  - 1남: 아담 월튼
  - 2남: 네이선 월튼 (1978년~현재)
  - 3남: 루크 월튼 (1980년~현재)
  - 4남: 크리스 월튼

- 부인: 로리 마츠오카 (1991년 결혼)